# 千堂ゆりあ
千堂 ゆりあ（せんどう ゆりあ、1985年7月28日 - ）は、日本のAV女優。元ゼロサムプロダクション所属。

## 略歴
- 4年前の6月にスカウトされAVデビュー。
- 2007年6月に『FIRST IMPRESSION 24』でAVデビュー。同年の暮れには『ロンドンハーツ Xマス　1億円の印税より女！　ホームレス中学生田村　愛の記録100日間SP』に出演した。
- 2010年3月16日、引退作を撮影し、引退した。
- 2011年7月19日のブログ記事にて復帰を発表した。
- 美形ドS女優として人気を集め、現役当時は並行してSMクラブで働いていたこともある[1]。

## 作品

### アダルトビデオ
2007年
- FIRST IMPRESSION 24 千堂ゆりあ（6月1日、アイデアポケット）
- MAX MOSAIC VOL.15 千堂ゆりあ（7月1日、アイデアポケット）
- 誘惑美人OL 千堂ゆりあ（8月1日、アイデアポケット）
- ギャルナース 千堂ゆりあ（9月1日、アイデアポケット）
- 6SEX HIGH SCHOOL 千堂ゆりあ（10月1日、アイデアポケット）
- BEAUTY COSPLAY 千堂ゆりあ（11月1日、アイデアポケット）

2008年
- BEST HIT! HIGH SCHOOL!（2月1日、アイデアポケット）
- パイパンハイパーデジタルモザイク 千堂ゆりあ（3月1日、MOODYZ）
- 極上イカセ失禁学園（4月13日、MOODYZ）…共演:西野翔、雨音しおん
- フェラチオの女神様 三つ星フェラ抜きベスト集（4月1日、アイデアポケット）
- 狙われた女教師 千堂ゆりあ（5月1日、MOODYZ）
- 無理やり中出しさせられた僕 千堂ゆりあ（6月1日、MOODYZ）
- 舐めるのが好き 千堂ゆりあ（7月3日、タカラ映像）
- 禁断の義母と三姉妹 2（7月4日、アウダースジャパン）…共演:北田優歩、瀬戸ひなた、紅りんご
- DOKIレズ 24（7月4日、アウダースジャパン）…共演:北田優歩、瀬戸ひなた、紅りんご
- アナル快感伝道師　（7月5日、ワープエンタテインメント）
- 雌女anthology ＃060「女の口は嘘をつく。」（8月8日、アウダースジャパン）
- チ●ポは自分でシゴきますから、それ以外の「接吻」とか「乳首責め」とか「亀頭チロチロ舐め」とかのお手伝いは、ぜ〜んぶお姉さんがシテ下さい。2　（8月15日、ワープエンタテインメント）…オムニバス形式作品 他出演:橘れもん、堀口奈津美、愛菜りな、辻さき、桜井春、青山れあ、浅田ちち、鷹宮りょう、一戸のぞみ
- 癒らし。VOL.51（9月5日、アウダースジャパン）
- 姫蘭 The 3rd Stage（12月30日、姫蘭）共演:	今野梨乃、高原智美

2009年
- 淫画ダイナマイト 6 [男根玩具号]（7月13日、AROMA）共演:愛良ひより、竹内紗里奈
- レズびぁ〜ん。＃3（9月16日、MAXING）共演:今野梨乃、美藤れん
- Lesbian Life 10（12月11日、Lovers）共演:乙音奈々
- えすかれーとするレズ7人 4時間（12月16日、MAXING）共演多数

2010年
- OLの口は嘘をつく。3 雌女ANTHOLOGY SPECIAL ＃029（1月8日、AUDAZ）共演多数
- 実験工房 M男受難!! 千堂ゆりあの支配する不条理な世界（2月25日、クローズマーケット）
- おしゃぶり学園 ピンサロ科 3（4月2日、FS.KNIGHTS VISUAL）共演:今野梨乃
- ネチョレズ! VOL.5（4月13日、U&K）共演多数
- AV女優オナニー旬報（4月13日、U&K）共演多数
- コンセント ファン感謝W引退スペシャル!共演（6月25日、Fantasista）共演:今野梨乃
- ニューハーフ調教（7月13日、U&K）

2011年
- S-Cute Bookmark 05 キレイなお姉さん（1月7日、S-Cute）
- GAL手コキ2 勝手にイッたらぶっ殺すよ!!（5月25日、クローズマーケット）共演多数
- GALリンチ 黒ギャル・ヤンギャル・姉ギャルがボコりまくり!（8月25日、クローズマーケット）共演多数
- 癒らし。 〜二人だけの大切な時間スペシャル〜 4（9月9日、AUDAZ）共演多数

## 出演

### TV番組
- ロンドンハーツ Xマス　1億円の印税より女! ホームレス中学生田村 愛の記録100日間SP　（2007年12月、テレビ朝日系）